# کریستوفر اوت
کریستوفر اوت (انگلیسی: Christophe Ott؛ زادهٔ ۷ آوریل ۱۹۸۳) بازیکن فوتبال اهل فرانسه است.
از باشگاه‌هایی که در آن بازی کرده‌است می‌توان به باشگاه فوتبال ورسای و باشگاه فوتبال یونیکوس اشاره کرد.